# Seal
Seal, pseudonimo di Henry Olusegun Adeola Samuel (Londra, 19 febbraio 1963), è un cantante e compositore britannico. Vincitore di 4 Grammy Awards, nel corso della sua carriera ha venduto 20 milioni di dischi. Ha interpretato brani di grande successo come Kiss from a Rose, Crazy e Killer.

## Biografia

### Origini e giovinezza
È nato il 19 febbraio 1963 all'ospedale di Saint Mary nel quartiere londinese di Paddington dalla nigeriana Adebisi Ogundeji e dall'afro-brasiliano Francis Samuel. È stato cresciuto da una famiglia affidataria a Westminster. Ha ottenuto un diploma biennale in architettura e ha svolto vari lavori nella zona di Londra.

### Anni '80 e '90

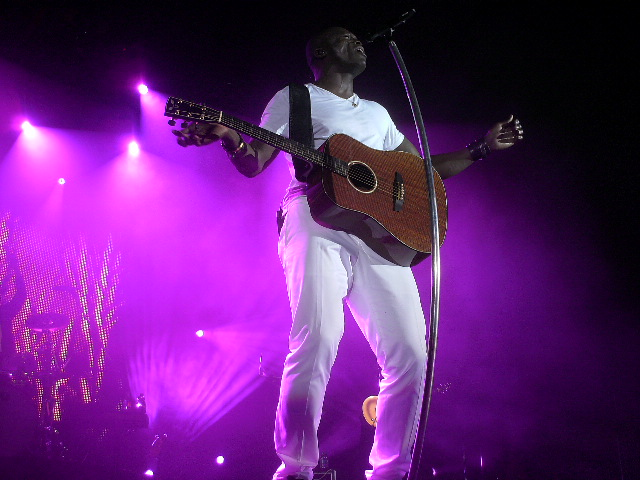
Seal dal vivo nel 2008

Dopo un breve periodo in cui si esibisce in bar e locali negli anni ottanta, Seal si unisce ai Push, un gruppo musicale britannico funk, con cui gira il Giappone in tour. In questa occasione lascia il gruppo, per unirsi a un gruppo thailandese e girare l'India. Tornato in Inghilterra, Seal ha l'opportunità di conoscere il produttore discografico Adamski, con cui incide Killer, che diventa un notevole successo nel 1990. Killer arriva al primo posto della Official Singles Chart e Seal ottiene un contratto con la ZTT Records con la quale pubblica il suo album di debutto (prodotto da Trevor Horn), Seal nel 1991. L'album ottiene un buon riscontro di pubblico e critica, e da esso vengono estratti i singoli Crazy, Future Love Paradis, oltre che Killer. In particolar modo, Crazy ottiene un enorme successo nel 1991 raggiungendo la vetta di numerose classifiche in Europa e la posizione numero sette della Billboard Hot 100. Nell'aprile 1992, Seal si esibisce con i membri superstiti dei Queen al Freddie Mercury Tribute Concert, cantando una cover di Who Wants to Live Forever, e unendosi al resto degli artisti per il finale di We Are the Champions.
Nel 1994 viene pubblicato il suo secondo album, anch'esso intitolato Seal. L'album contiene i singoli Prayer for the Dying e Newborn Friend, e fa guadagnare al cantante una nomination ai Grammy Award come album dell'anno. Un terzo singolo estratto dall'album Kiss from a Rose, viene utilizzato come tema musicale del film Batman Forever e vince due Grammy come registrazione dell'anno e canzone dell'anno nel 1996, e ottenendo anche il primo posto della classifica statunitense Billboard Hot 100. Degna di note anche la cover di "Fly Like an Eagle" per la colonna sonora del film Space Jam del 1996. Nel 1998 Seal registra Human Being, che nonostante veda la luce in un momento turbolento del rapporto artistico fra Seal e Trevor Horn, suo produttore storico, riesce comunque a ottenere un disco d'oro. Dall'album vengono estratti tre singoli, Human Beings, Latest Craze e Lost My Faith.

### Anni 2000
Nel 2001 la pubblicazione dell'annunciato Togetherland viene più volte posticipata, fino alla completa cancellazione. L'etichetta discografica ritiene che l'album non abbia potenziale commerciale. L'album verrà reso disponibile per lo streaming soltanto nel 2006. Ciò nonostante, un singolo previsto per essere contenuto in Togetherland e intitolato This Could Be Heaven viene utilizzato nella colonna sonora del film The Family Man.
Nel 2003, viene pubblicato in tutto il mondo l'album Seal IV, che però non ottiene il successo dei precedenti lavori, a cui segue nel 2004 una raccolta di successi, Best 1991-2004, e un live Live in Paris, registrato all'Olympia Theatre il 6 luglio 2004. Nel giugno 2005, Seal registra un concerto speciale che viene successivamente pubblicato nel 2006 in un cofanetto CD/DVD intitolato One Night to Remember. Nel 2007 viene distribuito nei negozi di tutto il mondo System, in cui canta anche un duetto con la moglie Heidi Klum. Il singolo Amazing vince un Grammy Award come miglior interpretazione vocale maschile pop.
Il sesto album di Seal, Soul viene pubblicato l'11 novembre 2008 negli Stati Uniti e il 3 novembre 2008 in tutto il mondo, e contiene undici cover di classici del soul prodotte da David Foster. Il primo singolo estratto dall'album è una cover di A Change Is Gonna Come di Sam Cooke. Il 4 dicembre 2009, viene pubblicato un altro album raccolta Hits, contenente due inediti.

### Anni 2010 e 2020
Il 28 aprile 2010 venne annunciato il suo duetto con la cantante italiana Mina in Get You There, singolo pubblicato il 30 aprile del 2010. Seal pubblica successivamente l'album di inediti, intitolato Commitment, il 20 settembre 2010. Il primo singolo da esso estratto, Secrets è stato reso disponibile su iTunes il 13 settembre 2010. L'album è interamente ispirato all'allora moglie di Seal, Heidi Klum. Nel novembre 2011 pubblica il suo secondo album di cover di classici soul, intitolato Soul 2. Nel 2012 e nel 2013 svolge il ruolo di coach in due edizioni consecutive di The Voice Australia, ruolo che riprenderà una terza volta nel 2017.
Successivamente inizia a lavorare su un album di inediti inizialmente intitolato Let Yourself, che verrà pubblicato soltanto nel 2015 con il titolo definitivo di 7. Nel 2017 pubblica l'album successivo Standards, il quale riceve una nomination ai Grammy Awards nella categoria "Best Traditional Pop Vocal Album".
Nel 2022 Seal pubblica una riedizione del suo album di debutto. Nel 2023 Seal intraprende la prima tournée nordamericana dopo diversi anni di assenza dai palchi e pubblica una riedizione digitale di Kiss from a Rose.

## Vita privata
Cresciuto in un distretto della città di Westminster, nella Londra centrale, ha origini nigeriane da parte di madre e brasiliane da parte di padre. Seal ha ottenuto una laurea (bachelor) in architettura e ha svolto vari lavori nella zona di Londra..
Seal è affetto da lupus eritematoso discoide, che gli ha procurato le numerose cicatrici che ha sul volto. Ha rivelato in un'intervista che è affetto da questa malattia sin dall'adolescenza. Oltre alle cicatrici, un altro effetto della malattia è stata la precoce perdita dei capelli.
Il 10 maggio 2005 ha sposato la top model Heidi Klum. La coppia ha avuto tre figli: Henry Günther Adeola Dashtu Samuel (2005), Johan Riley Fyodor Taiwo Samuel (2006) e Lou Sulola Samuel (2009) Inoltre Seal ha adottato la prima figlia della Klum, Helene "Leni" Boshoven, nata nel 2004 da una relazione con Flavio Briatore. La coppia ha divorziato ufficialmente nell'aprile 2012.
Il cantante è un tifoso appassionato di Jannik Sinner, che spesso concede al musicista inglese di poter sedere in tribuna tra i suoi collaboratori all'interno degli stadi dove si disputano le partite.

## Riconoscimenti
Seal ha ricevuto il Grammy Award per il disco dell'anno, la canzone dell'anno e la migliore performance di un artista pop di sesso maschile per la canzone Kiss from a Rose nel 1996, utilizzata come colonna sonora del film Batman Forever di Joel Schumacher, e il Brit Award per il migliore album (Seal) nel 1992.

## Discografia

### Album in studio
- 1991 – Seal
- 1994 – Seal II
- 1998 – Human Being
- 2003 – Seal IV
- 2007 – System
- 2008 – Soul
- 2010 – Commitment
- 2011 – Soul 2
- 2015 – 7
- 2017 – Standards

### Altri album
- 1991 – The Acoustic Session
- 1991 – Violet: Acoustic EP
- 2004 – Best 1991-2004
- 2005 – Live in Paris
- 2006 – One Night to Remember
- 2008 – Live in Hattiesburg

### DVD
- 2004 – Videos - 1991 - 2004
- 2005 – Live in Paris
- 2005 – Live At the Point - 1992
- 2006 – One Night to Remember
- 2008 – Soundstage